# アル・ファッターフ・アル・アリームモスク
アル・ファッターフ・アル・アリームモスク (アラビア語：مَسجِد الفَتّاح العَليم) は、エジプト・新行政首都にあるモスク。2019年1月6日、同国のシーシー大統領によって落成式が行われた。
17000人近くを収容することができ、同国で2番目に大きなモスクであるとされている。モスクは新行政首都の新中央環状線沿いに位置しており、同国ではイスラム文化センター（大モスク）に次いで2番目、世界でも有数の大きさの巨大モスクである。総面積は44.55ha（106フェッダン）である。落成式にはシシ大統領が参列したが、これは新行政首都にあるキリスト降誕大聖堂の落成式と同日であった。

## 大きさと建設
総面積は45万㎡であり、総面積では世界第2位のモスクである。陸上競技場や2650台分の駐車場、サービス棟、60人のモスク運営職員を収容する管理棟がある。緑地は12万㎡と、モスクの総面積の3分の1を占める。道路面積は約4万5000㎡と、総面積の10％にあたる。
モスク建設に携わったエジプト軍工務局は、モスクの建設の際に同国産大理石を使用することを切望していたほか、エジプト人労働者のみによる施工を望んでいた。モスクは2017年6月16日に建設が開始され、6ヶ月のうちにコンクリート工事と建設工事が終了し、2018年1月4日から2018年12月31日までの9ヶ月間で仕上げ工事を行い、計15ヶ月で行われた。

## 建設

### 柵
全長は3150mlである。

### 尖塔
尖塔はファーティマ様式であり、計4つの尖塔を有する。王冠と三日月を除いた高さは95mであるが、これは31階建ての高さに相当する。各尖塔は4つのバルコニーを有する。尖塔の頂上にはPVD加工が施されたステンレス製の三日月があり、黄金色に光っている。三日月の高さは4.5mである。

### 21棟のドーム

#### メインドーム
直径は33m、高さ44m、総重量は5000トンである。

#### 4棟の第二ドーム
直径11.75m、高さ9m、天井高24mで、第二ドームの階下には4棟のステンドグラスドームが位置している。

#### 入場口上部の6棟のドーム
直径7.5m、入場口の天井から7mの高さ、床面から19mの位置にあり、その下には6棟のステンドグラスのドームがある。

#### 壁門の上の10棟のドーム
直径5m、高さ3.10m、底からの高さは15mである。
モスク本堂は6,325㎡で、6,300人の礼拝者が収容可能である。主要な入口が5つあり、女性専用の入口が2つある。これに加えて、3,400㎡の屋外礼拝場があり、3,400人を収容することができる。
モスクには、340㎡の広さを擁する少年少女用のコーラン暗記室が2室設けられているほか、395㎡の図書館、管理事務所、発電機室、2室の電気制御室、倉庫、40人収容の会議室、94個の男性用と女性用のトイレが設置されている。加えて、容量3500㎥の貯水槽も備わっている。